# Luciobarbus guiraonis
Luciobarbus guiraonis, in Spanien Barbo Mediterraneo genannt, ist eine mittelgroße Barbenart, die endemisch auf der Iberischen Halbinsel vorkommt.

## Beschreibung
Luciobarbus guiraonis unterscheidet sich von anderen Fischarten der Gattungen Barbus und Luciobarbus durch 45 bis 49 Schuppen entlang der Seitenlinienreihe (SL), der letzte unverzweigte Flossenstrahl der Rückenflosse ist bei Jungfischen vorne gesägt, bei ausgewachsenen Fischen ungesägt oder die Sägung ist nur schwach vorhanden. Die hintere Bartel reicht nicht bis an den Augenrand und der unteren Lippe fehlt der mittlere Hautlappen. Die untere Maulspitze steht vor und wird nicht von der Unterlippe bedeckt. Luciobarbus guiraonis wird durchschnittlich 50 Zentimeter lang. In der Lagunas de Ruidera wurde ein neun Kilogramm und etwa 90 Zentimeter langes Exemplar gefangen. Im Rio Guadiana kommen auch Fische über 10 Kilogramm Gewicht vor.

## Verbreitung und Lebensraum

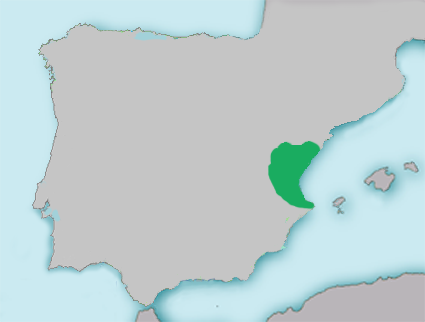
Verbreitungsgebiet der Valencia Barbe (grün)

Luciobarbus guiraonis kommt hauptsächlich in der spanischen Provinz Valencia zwischen Vinalopo und Rio Ebro vor sowie zwischen Rio Mijares und Rio Serpis, außerdem teilweise im Flussgebiet des Rio Guadiana. Luciobarbus guiraonis bevorzugt Tieflandgewässer mit geringer Strömung, wie viele Mittel- und Unterläufe spanischer Flüsse. Sie kommt aber auch in Seen und Stauseen vor.

## Lebensweise
Über die Lebensweise der Art ist wenig bekannt. Zur Laichzeit ziehen die Fische stromaufwärts.

## Gefährdungssituation
Gewässerverschmutzung, Zerstörung des Habitats und die Einführung fremder Fischarten bedrohen den Bestand der Barbe. Weitere Bedrohungen sind Staudammbau und die Kanalisierung von Fließgewässern. Es ist damit zu rechnen das die Population von Luciobarbus guiraonis in den nächsten zehn Jahren um 30 % zurückgehen wird, wenn der Gewässerbau in Spanien weiter voranschreitet. Gemäß FFH-Richtlinie kommt einer gefährdeten Art eine besondere Schonung zu.